# Grevillea lavandulacea
Grevillea lavandulacea är en tvåhjärtbladig växtart. Grevillea lavandulacea ingår i släktet Grevillea och familjen Proteaceae.

## Underarter
Arten delas in i följande underarter:
- G. l. lavandulacea
- G. l. rogersii
- G. l. sericea